# Christian Jørgen Hauch
Christian Jørgen Hauch (født 16. september 1795 i Rendsborg, død 3. januar 1859 i København) var en dansk departementschef.
Han var en søn af oberstløjtnant Johannes Christian Hauch (1745-1810) og Ida Vilhelmine født Folsach (1766-1807), blev 1814 student fra Viborg lærde Skole, blev 1818 cand. jur., blev samme år volontør i Rentekammerets holsten-lauenborgske renteskriverkontor, 1819 kammerjunker og auskultant i Rentekammeret, 1821 assessor auscultans under direktionen for statsgælden og den synkende fond, 1824 virkelig assessor sammesteds, 1. november 1828 Ridder af Dannebrogordenen, 1831 medlem af direktionen for statsgælden og den synkende fond, 1836 kammerherre, 28. juni 1845 Dannebrogsmand, 1848 chef for Finansministeriets departement for de udenlandske betalinger, 1850 revisor ved Vilhelminestiftelsen, 6. oktober 1853 Kommandør af Dannebrog og døde 3. januar 1859 i København.
Han blev 4. juni 1824 på Frederiksberg gift med Caroline Henrikke Aagine Høyer (13. oktober 1801 i København - 11. marts 1891 sammesteds), datter af løjtnant, senere major Henrik Aagesen Høyer og Hendrikke Platou.